# Odir Flores
Josué Odir Flores Palencia (Santa Ana, El Salvador; 13 de mayo de 1988) es un futbolista salvadoreño, nacionalizado guatemalteco. Juega de mediocampista y su equipo actual es la Xelajú MC de la Liga Nacional de Guatemala.

## Selección nacional
Ha sido internacional con la Selección de fútbol de El Salvador en tres ocasiones.

## Clubes
Actualizado al último partido jugado el 7 de noviembre de 2021.
| Club Deportivo FAS · El Salvador                           | 1.ª                 | 2006-07             |     |    |   |   |   |   |     |    |
| Club Deportivo FAS · El Salvador                           | 1.ª                 | 2007-08             | 1   | 1  | - | - | - | - | 1   | 1  |
| Club Deportivo FAS · El Salvador                           | 1.ª                 | 2008-09             |     |    |   |   |   |   |     |    |
| Club Deportivo FAS · El Salvador                           | 1.ª                 | 2009                | 7   | 8  | - | - | - | - | 7   | 8  |
| Club Deportivo FAS · El Salvador                           | Total               | Total               | 86  | 15 | 0 | 0 | 0 | 0 | 86  | 15 |
| Asociación Deportiva Isidro Metapán · El Salvador          | 1.ª                 | 2010                | 12  | 5  | - | - | - | - | 12  | 5  |
| Asociación Deportiva Isidro Metapán · El Salvador          | 1.ª                 | 2010                | 10  | 3  | - | - | 2 | 0 | 12  | 3  |
| Asociación Deportiva Isidro Metapán · El Salvador          | Total               | Total               | 22  | 8  | 0 | 0 | 2 | 0 | 24  | 8  |
| Alianza Fútbol Club · El Salvador                          | 1.ª                 | 2011                | ?   | 2  | - | - | - | - | ?   | 2  |
| Alianza Fútbol Club · El Salvador                          | 1.ª                 | 2011-12             | 14  | 0  | - | - | - | - | 14  | 0  |
| Alianza Fútbol Club · El Salvador                          | 1.ª                 | 2012-13             | 35  | 8  | - | - | - | - | 35  | 8  |
| Alianza Fútbol Club · El Salvador                          | 1.ª                 | 2013                | 6   | 0  | - | - | - | - | 6   | 0  |
| Alianza Fútbol Club · El Salvador                          | Total               | Total               | 55  | 8  | 0 | 0 | 0 | 0 | 55  | 8  |
| Zakho FC Irak                                              | 1.ª                 | 2014                | 12  | 4  | - | - | - | - | 12  | 4  |
| Zakho FC Irak                                              | Total               | Total               | 12  | 4  | 0 | 0 | 0 | 0 | 12  | 4  |
| Asociación Deportiva Isidro Metapán · El Salvador          | 1.ª                 | 2014-15             | 36  | 4  | - | - | - | - | 36  | 4  |
| Asociación Deportiva Isidro Metapán · El Salvador          | 1.ª                 | 2015                | 21  | 8  | - | - | 4 | 1 | 25  | 9  |
| Asociación Deportiva Isidro Metapán · El Salvador          | Total               | Total               | 57  | 12 | 0 | 0 | 4 | 1 | 61  | 13 |
| Cimarrones de Sonora · México                              | 2.ª                 | 2016                | 15  | 1  | - | - | - | - | 15  | 1  |
| Cimarrones de Sonora · México                              | Total               | Total               | 15  | 1  | 0 | 0 | 0 | 0 | 15  | 1  |
| Asociación Deportiva Isidro Metapán · El Salvador          | 1.ª                 | 2016-17             | 47  | 11 | - | - | - | - | 47  | 11 |
| Asociación Deportiva Isidro Metapán · El Salvador          | Total               | Total               | 47  | 11 | 0 | 0 | 0 | 0 | 47  | 11 |
| Club Deportivo Águila · El Salvador                        | 1.ª                 | 2017                | 19  | 3  | - | - | 2 | 0 | 21  | 3  |
| Club Deportivo Águila · El Salvador                        | Total               | Total               | 19  | 3  | 0 | 0 | 2 | 0 | 21  | 3  |
| Club Deportivo Guastatoya · Guatemala                      | 1.ª                 | 2018                | 20  | 1  | - | - | - | - | 20  | 1  |
| Club Deportivo Guastatoya · Guatemala                      | Total               | Total               | 20  | 1  | 0 | 0 | 0 | 0 | 20  | 1  |
| Club Deportivo Cobán Imperial · Guatemala                  | 1.ª                 | 2018-19             | 38  | 2  | - | - | - | - | 38  | 2  |
| Club Deportivo Cobán Imperial · Guatemala                  | 1.ª                 | 2019                | 14  | 0  | - | - | - | - | 14  | 0  |
| Club Deportivo Cobán Imperial · Guatemala                  | Total               | Total               | 52  | 2  | 0 | 0 | 0 | 0 | 52  | 2  |
| Asociación Deportiva Isidro Metapán · El Salvador          | 1.ª                 | 2020                | 9   | 1  | - | - | - | - | 9   | 1  |
| Asociación Deportiva Isidro Metapán · El Salvador          | Total               | Total               | 9   | 1  | 0 | 0 | 0 | 0 | 9   | 1  |
| Club Deportivo Iztapa · Guatemala                          | 1.ª                 | 2020                | 18  | 4  | - | - | - | - | 18  | 4  |
| Club Deportivo Iztapa · Guatemala                          | Total               | Total               | 18  | 4  | 0 | 0 | 0 | 0 | 18  | 4  |
| Club Social y Deportivo Xelajú Mario Camposeco · Guatemala | 1.ª                 | 2021                | 16  | 1  | - | - | - | - | 16  | 1  |
| Club Social y Deportivo Xelajú Mario Camposeco · Guatemala | 1.ª                 | 2021                | 4   | 0  | - | - | - | - | 4   | 0  |
| Club Social y Deportivo Xelajú Mario Camposeco · Guatemala | Total               | Total               | 20  | 1  | 0 | 0 | 0 | 0 | 20  | 1  |
| Total en su carrera                                        | Total en su carrera | Total en su carrera | 432 | 71 | 0 | 0 | 8 | 1 | 440 | 72 |
| (2) No incluye goles en partidos amistosos.                |                     |                     |     |    |   |   |   |   |     |    |

Segunda División
| Club                                  | País        | Año  |
| ------------------------------------- | ----------- | ---- |
| Club Deportivo Titán                  | El Salvador | 2005 |
| Aurora Fútbol Club                    | Guatemala   | 2022 |
| Club Social y Deportivo Suchitepéquez | Guatemala   | 2022 |

### Selección nacional
| Selección                                    | Año                 | Partidos | Goles |
| -------------------------------------------- | ------------------- | -------- | ----- |
| El Salvador                                  |                     |          |       |
| 2007                                         | 2                   | 0        |       |
| 2008                                         | 0                   | 0        |       |
| 2009                                         | 0                   | 0        |       |
| 2010                                         | 1                   | 0        |       |
| 2011                                         | 0                   | 0        |       |
| 2012                                         | 0                   | 0        |       |
| 2013                                         | 0                   | 0        |       |
| 2014                                         | 0                   | 0        |       |
| 2015                                         | 0                   | 0        |       |
| Total en su carrera                          | Total en su carrera | 3        | 0     |
| Estadísticas hasta el 25 de febrero de 2010. |                     |          |       |

## Palmarés

### Campeonatos nacionales
| Título               | Club           | País        | Año  |
| -------------------- | -------------- | ----------- | ---- |
| Torneo Apertura 2009 | FAS            | El Salvador | 2009 |
| Torneo Clausura 2010 | Isidro Metapán | El Salvador | 2010 |
| Torneo Apertura 2010 | Isidro Metapán | El Salvador | 2010 |
| Torneo Clausura 2011 | Alianza        | El Salvador | 2011 |
| Torneo Apertura 2014 | Isidro Metapán | El Salvador | 2014 |
| Torneo Clausura 2015 | Isidro Metapán | El Salvador | 2015 |